# Хелиостат
Хелиостатът (от гръцки: Ηλιος, helios – слънце, и на гръцки: στατός, statos – стоящ, неподвижен) е уред, който завърта монтираното към него огледало така, че насочва слънчевите лъчи постоянно в едно направление, въпреки видимото денонощно движение на Слънцето.